# Goryphus angulicollis
Goryphus angulicollis là một loài tò vò trong họ Ichneumonidae.